# 赫尔穆特·贝特霍尔德
赫尔穆特·贝特霍尔德（德語：Helmut Berthold，1911年4月19日—2000年），德国男子手球运动员。他曾代表德国参加1936年夏季奥林匹克运动会手球比赛，获得一枚金牌，他在其中三场比赛期间有上场。